# 1. florbalová liga mužů 2024/2025

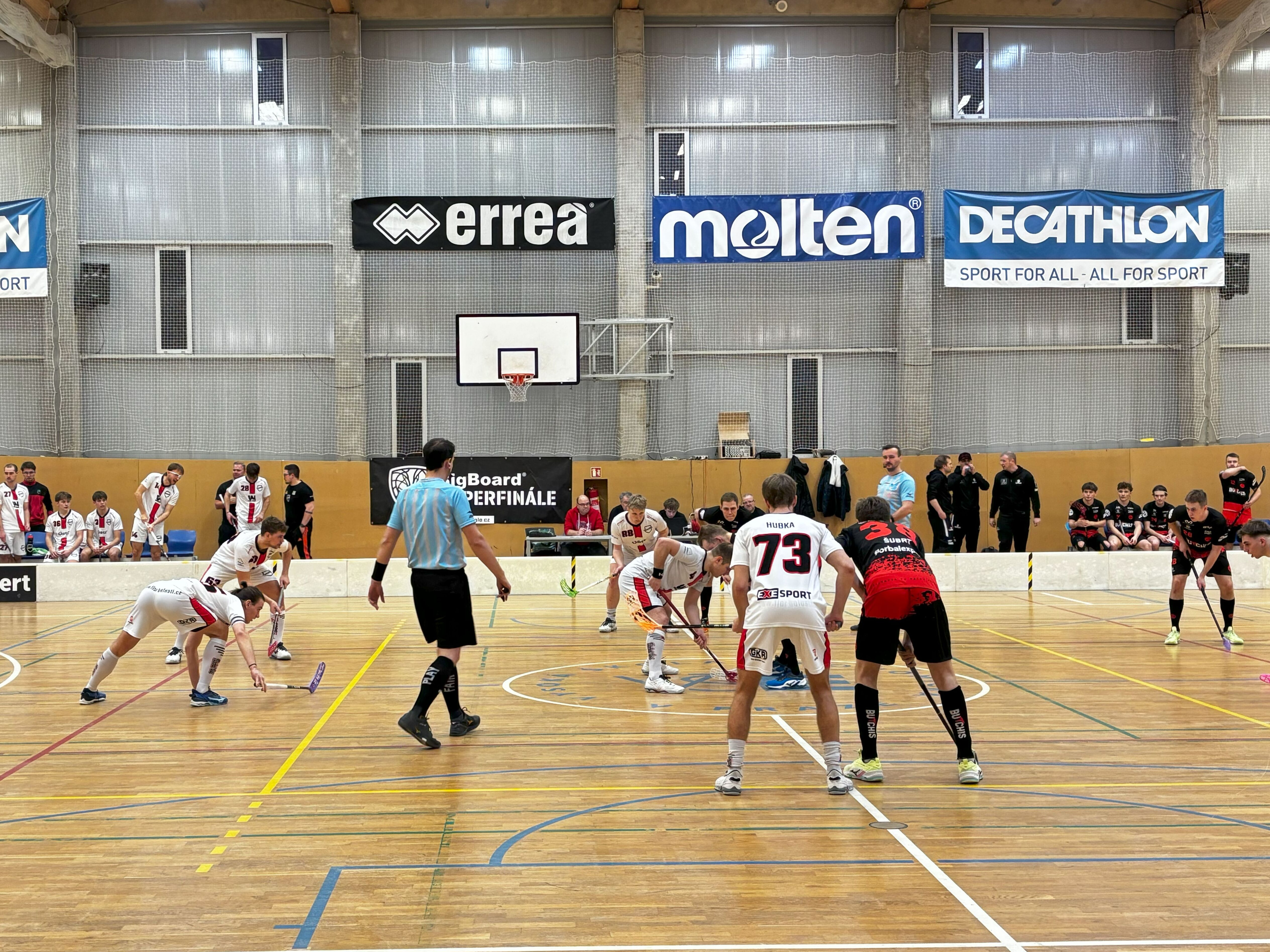
Zápas základní části Butchis–Florbal Ústí

1. florbalová liga mužů 2024/2025 byla 32. ročníkem druhé nejvyšší mužské florbalové soutěže v Česku. 
Základní část soutěže hrálo 14 týmů dvakrát každý s každým. Zvítězil v ní tým Florbal Ústí.
Ve finále Ústí podlehlo týmu FBŠ Hummel Hattrick Brno. Hattrick se tak po třech sezónách vrátí do nejvyšší soutěže, kde nahradí sestupujícího městského konkurenta Bulldogs Brno. Ústí uspělo v superligové baráži proti týmu Florbal Vary a po sedmi sezónách také postoupilo zpět.
1. liga měla v této sezóně pět nových účastníků. V minulém ročníku sestoupil po jedné sezóně v Superlize do 1. ligy tým Butchis. Sestoupit měl i poražený tým z baráže, Sokoli Pardubice. Protože ale tým Black Angels neobdržel licenci na Superligu ani 1. ligu a sestoupil do Národní ligy, Pardubice dál hrály nejvyšší soutěž. Uvolněné místo v 1. lize pak doplnil tým ASK Orka Stará Boleslav, poražený z baráže předchozí sezóny.
V předešlém ročníku Národní ligy naopak postoupily čtyři týmy. Jako vítězové skupin to byly týmy FBŠ SLAVIA Fat Pipe Plzeň a FBC Vikings Kopřivnice. Plzeň se do druhé nejvyšší soutěže probojovala poprvé, jen po dvou sezónách po postupu do Národní ligy. Kopřivnice se vrátila po 10 letech (postoupit mohla již o rok dříve). Z baráže postoupili oba poražení finalisté, týmy Florbal Primátor Náchod a Torpedo Havířov. Náchod hrál 1. ligu naposledy v sezóně 2018/2019 a Havířov 2021/2022.
Náchod se v play-down v lize neudržel. Dále po sedmi sezónách sestoupil tým FBC Štíři Č. Budějovice. V následující sezóně budou nahrazeny vítězi skupin tohoto ročníku Národní ligy, týmy FbC Písek a Asper Šumperk, které postoupily do 1. ligy poprvé.

## Základní část
V základní části se všechny týmy od 7. září 2024 do 1. března 2025 utkaly dvakrát každý s každým.
| Poř. | Tým                             | Z  | V  | VP | PP | P  | VG  | OG  | B  |
| ---- | ------------------------------- | -- | -- | -- | -- | -- | --- | --- | -- |
| 1.   | Florbal Ústí                    | 26 | 16 | 4  | 1  | 5  | 161 | 98  | 57 |
| 2.   | FBŠ Hummel Hattrick Brno        | 26 | 18 | 1  | 0  | 7  | 172 | 126 | 56 |
| 3.   | TJ Znojmo LAUFEN CZ             | 26 | 15 | 2  | 3  | 6  | 173 | 121 | 52 |
| 4.   | FbC Respect Hradec Králové      | 26 | 15 | 3  | 1  | 7  | 207 | 162 | 52 |
| 5.   | Butchis                         | 26 | 14 | 3  | 1  | 8  | 158 | 122 | 49 |
| 6.   | Goldea Panthers Otrokovice      | 26 | 10 | 4  | 3  | 9  | 146 | 131 | 41 |
| 7.   | Torpedo Havířov                 | 26 | 10 | 1  | 5  | 10 | 125 | 132 | 37 |
| 8.   | FBC Vikings Kopřivnice          | 26 | 11 | 0  | 4  | 11 | 128 | 138 | 37 |
| 9.   | DDQ Florbal Chomutov            | 26 | 9  | 3  | 1  | 13 | 140 | 158 | 34 |
| 10.  | FBŠ SLAVIA Fat Pipe Plzeň       | 26 | 9  | 3  | 1  | 13 | 128 | 162 | 34 |
| 11.  | Sokol Brno I EMKOCase Gullivers | 26 | 9  | 0  | 2  | 15 | 118 | 143 | 29 |
| 12.  | Florbal Primátor Náchod         | 26 | 7  | 2  | 1  | 16 | 121 | 149 | 26 |
| 13.  | ASK Orka Stará Boleslav         | 26 | 6  | 2  | 3  | 15 | 117 | 160 | 25 |
| 14.  | FBC Štíři Č. Budějovice         | 26 | 5  | 0  | 2  | 19 | 106 | 198 | 17 |

## Play-off
Prvních šest týmů po základní části postoupilo přímo do čtvrtfinále play-off. Týmy na sedmém a desátém a týmy na osmém a devátém místě hrály 8. a 9. března 2025 na dvě vítězná utkání o poslední dvě místa ve čtvrtfinále.
Pro čtvrtfinále si 10. března první tři týmy po základní části postupně zvolily soupeře z druhé čtveřice postupujících. Od čtvrtfinále se jednotlivá kola play-off hrají na tři vítězné zápasy. Čtvrtfinále se konalo od 15. do 26. března 2025. Semifinále, do kterého poprvé postoupil tým FbC Hradec Králové, se hrálo od 29. března do 6. dubna. Finále se konalo od 12. do 19. dubna.

### Pavouk
|  | Osmifinále (na zápasy) | Osmifinále (na zápasy) | Osmifinále (na zápasy) |  |  | Čtvrtfinále (na zápasy) | Čtvrtfinále (na zápasy) | Čtvrtfinále (na zápasy) |   |                   | Semifinále (na zápasy) | Semifinále (na zápasy) | Semifinále (na zápasy) |  |  | Finále (na zápasy) | Finále (na zápasy) | Finále (na zápasy) |
|  |                        |                        |                        |  |  |                         |                         |                         |   |                   |                        |                        |                        |  |  |                    |                    |                    |
|  |                        |                        |                        |  |  |                         |                         |                         |   |                   |                        |                        |                        |  |  |                    |                    |                    |
|  |                        |                        |                        |  |  | Florbal Ústí            | Florbal Ústí            | 3                       |   |                   |                        |                        |                        |  |  |                    |                    |                    |
|  | FBC Vikings Kopřivnice | FBC Vikings Kopřivnice | 0                      |  |  | DDQ Florbal Chomutov    | DDQ Florbal Chomutov    | 0                       |   |                   |                        |                        |                        |  |  |                    |                    |                    |
|  | DDQ Florbal Chomutov   | DDQ Florbal Chomutov   | 2                      |  |  |                         |                         |                         |   | Florbal Ústí      | Florbal Ústí           | 3                      |                        |  |  |                    |                    |                    |
|  |                        |                        |                        |  |  |                         | FbC Hradec Králové      | FbC Hradec Králové      | 0 |                   |                        |                        |                        |  |  |                    |                    |                    |
|  |                        |                        |                        |  |  | FbC Hradec Králové      | FbC Hradec Králové      | 3                       |   |                   |                        |                        |                        |  |  |                    |                    |                    |
|  |                        |                        |                        |  |  | Butchis                 | Butchis                 | 1                       |   |                   |                        |                        |                        |  |  |                    |                    |                    |
|  |                        |                        |                        |  |  |                         |                         |                         |   |                   | Florbal Ústí           | Florbal Ústí           | 1                      |  |  |                    |                    |                    |
|  |                        |                        |                        |  |  |                         | FBŠ Hattrick Brno       | FBŠ Hattrick Brno       | 3 |                   |                        |                        |                        |  |  |                    |                    |                    |
|  |                        |                        |                        |  |  | FBŠ Hattrick Brno       | FBŠ Hattrick Brno       | 3                       |   |                   |                        |                        |                        |  |  |                    |                    |                    |
|  | Torpedo Havířov        | Torpedo Havířov        | 2                      |  |  | Torpedo Havířov         | Torpedo Havířov         | 2                       |   |                   |                        |                        |                        |  |  |                    |                    |                    |
|  | FBŠ Slavia Plzeň       | FBŠ Slavia Plzeň       | 0                      |  |  |                         |                         |                         |   | FBŠ Hattrick Brno | FBŠ Hattrick Brno      | 3                      |                        |  |  |                    |                    |                    |
|  |                        |                        |                        |  |  |                         | Panthers Otrokovice     | Panthers Otrokovice     | 1 |                   |                        |                        |                        |  |  |                    |                    |                    |
|  |                        |                        |                        |  |  | TJ Znojmo LAUFEN CZ     | TJ Znojmo LAUFEN CZ     | 1                       |   |                   |                        |                        |                        |  |  |                    |                    |                    |
|  |                        |                        |                        |  |  | Panthers Otrokovice     | Panthers Otrokovice     | 3                       |   |                   |                        |                        |                        |  |  |                    |                    |                    |
|  |                        |                        |                        |  |  |                         |                         |                         |   |                   |                        |                        |                        |  |  |                    |                    |                    |

### Osmifinále
Torpedo Havířov – FBŠ Slavia Fat Pipe Plzeň 2 : 0 na zápasy – Zpráva
- 8. 3. 2025 17:00, Havířov – Plzeň 3 : 2
- 9. 3. 2025 15:00, Plzeň – Havířov 4 : 5

FBC Vikings Kopřivnice – DDQ Florbal Chomutov 0 : 2 na zápasy – Zpráva
- 8. 3. 2025 18:00, Kopřivnice – Chomutov 1 : 9
- 9. 3. 2025 16:00, Chomutov – Kopřivnice 4 : 3pn

### Čtvrtfinále
Florbal Ústí – DDQ Florbal Chomutov 3 : 0 na zápasy – Zpráva
- 15. 3. 2025 18:30, Ústí – Chomutov 13 : 1
- 16. 3. 2025 13:00, Ústí – Chomutov 11 : 0
- 22. 3. 2025 15:30, Chomutov – Ústí 12 : 7

FbC Respect Hradec Králové – Butchis 3 : 1 na zápasy – Zpráva
- 15. 3. 2025 19:30, Hradec Králové – Butchis 8 : 3
- 16. 3. 2025 20:15, Hradec Králové – Butchis 3 : 2
- 22. 3. 2025 18:30, Butchis – Hradec Králové 9 : 6
- 23. 3. 2025 15:00, Butchis – Hradec Králové 7 : 13

FBŠ Hummel Hattrick Brno – Torpedo Havířov 3 : 2 na zápasy – Zpráva
- 15. 3. 2025 14:00, Hattrick – Torpedo 8 : 7p
- 16. 3. 2025 14:00, Hattrick – Torpedo 4 : 7
- 22. 3. 2025 18:00, Torpedo – Hattrick 2 : 3
- 23. 3. 2025 18:00, Torpedo – Hattrick 3 : 2
- 26. 3. 2025 20:30, Hattrick – Torpedo 6 : 3

TJ Znojmo LAUFEN CZ – Goldea Panthers Otrokovice 1 : 3 na zápasy – Zpráva
- 15. 3. 2025 19:00, Znojmo – Otrokovice 2 : 4
- 16. 3. 2025 19:00, Znojmo – Otrokovice 2 : 1
- 22. 3. 2025 17:30, Otrokovice – Znojmo 6 : 4
- 23. 3. 2025 17:30, Otrokovice – Znojmo 2 : 1pn

### Semifinále
Florbal Ústí – FbC Respect Hradec Králové 3 : 0 na zápasy – Zpráva
- 29. 3. 2025 17:00, Ústí – Hradec Králové 9 : 8p
- 30. 3. 2025 19:00, Ústí – Hradec Králové 9 : 5
- 05. 4. 2025 18:30, Hradec Králové – Ústí 6 : 8

FBŠ Hummel Hattrick Brno – Goldea Panthers Otrokovice 3 : 1 na zápasy – Zpráva
- 29. 3. 2025 18:00, Hattrick – Otrokovice 4 : 3p
- 30. 3. 2025 18:00, Hattrick – Otrokovice 7 : 6p
- 05. 4. 2025 17:30, Otrokovice – Hattrick 6 : 1
- 06. 4. 2025 17:30, Otrokovice – Hattrick 5 : 8

### Finále
Florbal Ústí – FBŠ Hummel Hattrick Brno 1 : 3 na zápasy – Zpráva
- 12. 4. 2025 17:00 Ústí – Hattrick 3 : 5
- 13. 4. 2025 17:00 Ústí – Hattrick 8 : 3
- 18. 4. 2025 18:00 Hattrick – Ústí 7 : 4
- 19. 4. 2025 18:00 Hattrick – Ústí 2 : 0

### Baráž
Poražený finalista, tým Florbal Ústí, uspěl v superligové baráži proti týmu Florbal Vary a postoupil do nejvyšší soutěže.

## Play-down
Týmy na 11. a 14. a týmy na 12. a 13. místě spolu hrály v play-down na čtyři vítězné zápasy od 8. do 16. března 2025. Poražené týmy sestoupily přímo do Národní ligy. Vítězné týmy hrály od 12. do 18. dubna baráž na tři vítězné zápasy s poraženými finalisty skupin tohoto ročníku Národní ligy.

### 1. kolo
Sokol Brno I EMKOCase Gullivers – FBC Štíři Č. Budějovice 4 : 0 na zápasy – Zpráva
Florbal Primátor Náchod – ASK Orka Stará Boleslav 0 : 4 na zápasy – Zpráva

### Baráž
Sokol Brno I EMKOCase Gullivers – FAT PIPE Start98 3 : 0 na zápasy – Zpráva
ASK Orka Stará Boleslav – FBS Olomouc 3 : 0 na zápasy – Zpráva

## Konečné pořadí
| Pořadí           | Tým                             |
| ---------------- | ------------------------------- |
| Zlatá medaile    | FBŠ Hummel Hattrick Brno        |
| Stříbrná medaile | Florbal Ústí                    |
| Bronzová medaile | FbC Respect Hradec Králové      |
| 4.               | Goldea Panthers Otrokovice      |
| 5.               | TJ Znojmo LAUFEN CZ             |
| 6.               | Butchis                         |
| 7.               | Torpedo Havířov                 |
| 8.               | DDQ Florbal Chomutov            |
| 9.               | FBC Vikings Kopřivnice          |
| 10.              | FBŠ SLAVIA Fat Pipe Plzeň       |
| 11.              | Sokol Brno I EMKOCase Gullivers |
| 12.              | ASK Orka Stará Boleslav         |
| 13.              | Florbal Primátor Náchod         |
| 14.              | FBC Štíři Č. Budějovice         |